# Ronny Andersen
Ronny Andersen né le 5 novembre 1978, héraldiste de la Cour du Danemark, est un peintre de blasons, de nationalité danoise.
Il a composé de nombreuses armoiries tant officielles que privées.
Depuis la réforme structurale des communes depuis 2007, il a composé les armoiries des nouvelles entités administratives.